# Krieg (Wuppertal)
Krieg ist eine Hofschaft im Wuppertaler Stadtbezirk Uellendahl-Katernberg im Wohnquartier Siebeneick.

## Lage und Beschreibung
Die Hofschaft befindet sich an der Kreisstraße 11 im Südosten des Wohnquartiers auf einer Höhe von 279 m ü. NHN. Unmittelbar angrenzend ist die Ortslage Wolfsholz. Weitere benachbarte Ortslagen sind Worth, Brink, Schevensiepen, Fingscheid, Schevenhof, Steingeshof, Wüstenhof, Jungmannshof und Krähenberg. 
In einen geschlossenen Siedlungsbereiches übergegangen sind die ebenfalls benachbarten Ortslagen Metzmachersrath, Triebel, Vogelsbruch, Branger, In den Birken und Grenze Jagdhaus.

## Geschichte
Der Hof Krieg wurde erstmals 1355 als vp me Krige in einem Verzeichnis der zur Herrschaft Hardenberg gehörenden Güter urkundlich erwähnt und gehörte im Spätmittelalter zum Bereich des Herzogtums Berg. 1703 ist die Zugehörigkeit zur Hardenberger Bauerschaft Oberste Siebeneick beurkundet.
Im 16. Jahrhundert wird der Hof im unter dem Namen Am Krieg erwähnt. Der Ort ist auf der Gemeinde Charte des Parzellar Katasters der Bürgermeisterei Hardenberg von 1815/16 als am Krieg eingezeichnet, ein Teilbereich des Orts als hinterste Krieg. Ab der Topographischen Aufnahme der Rheinlande von 1824 ist auf Topografischen Kartenwerken der Name Krieg verzeichnet. 
Im 19. Jahrhundert gehörte die Hofschaft Krieg zu der Bauerschaft Obensiebeneick der Bürgermeisterei Hardenberg, die 1935 in Neviges umbenannt wurde. Damit gehörte es von 1816 bis 1861 zum Kreis Elberfeld und ab 1861 zum alten Kreis Mettmann. 
Im Gemeindelexikon für die Provinz Rheinland von 1888 werden zwei Wohnhäuser mit 13 Einwohnern angegeben.
Mit der Kommunalreform von 1929 wurde der südöstliche Teil von Obensiebeneick um Krieg abgespalten und zusammen mit südlichen Dönberger Ortschaften in die neu gegründete Stadt Wuppertal eingemeindet, der Rest Obensiebeneicks verblieb zunächst bei Neviges. Durch die nordrhein-westfälische Gebietsreform kam Neviges mit Beginn des Jahres 1975 zur Stadt Velbert und das restliche Obensiebeneick wurde ebenfalls Wuppertal eingemeindet.